# Baureihe 260
De Baureihe 260 en 261, tot 1968 bekend als V 60, is een dieselhydraulische locomotief bestemd voor het goederenvervoer van Deutsche Bundesbahn (DB).

## Geschiedenis
Door gebrek aan kleine rangeerlocomotieven bij de Deutsche Bundesbahn werd in 1951 een serie van vier proeflocomotieven als V60 001-004 gebouwd door Krupp, Krauss-Maffei, Mak en Henschel. In 1955 werd de eerste serie van 275 locomotieven besteld. Deze waren voorzien van een Maybach-motor van het type GTO 6 en een versnellingsbak van het type L 37 zUB met 3 versnellingen.
Parallel aan de bouw van de serie locomotieven werden de volgende locomotieven V60 011-049 voorzien van alternatieve motoren:
- Tien werden voorzien van een Mercedes Benz motor van het type MB 835 (zonder turbo)
- Vijf werden voorzien van een Deutz tweetakt dieselmotor
- Drie werden voorzien van een MaK dieselmotor
- Drie werden voorzien van een MAN tweetakt dieselmotor

In de meeste locomotieven werden in de zestiger jaren deze motoren vervangen door een Maybach-motor van het type GTO 6 ingebouwd en kregen hierna een ander volgorde nummer.

### Ombouw
In 1968 werd de serie V 60 naar gewicht vernummerd in de serie 260 voor de lichte versie en in de serie 261 voor de zwaardere versie.
De serie werd in 1987 opnieuw vernummerd in de serie 360 en 361. Ook werd in een aantal locomotieven afstandsbediening ingebouwd en vervolgens vernummerd in de serie 364 voor de lichte versie en in de serie 365 voor de zwaardere versie.
In 1997 werden meerdere locomotieven voorzien van een Caterpillar V12 motor. Bij deze ombouw werd ook afstandsbediening aangebracht en vernummerd in de serie 362 voor de lichte versie en in de serie 363 voor de zwaardere versie.
In 2001 werd een locomotief voorzien van een Caterpillar V8 motor op aardgas met standplaats Bw München en vernummerd als 760 877. Deze locomotief is inmiddels gesloopt.

## Constructie en techniek
De locomotief heeft een stalen frame. De tractie-installatie is uitgerust met een dieselhydraulische aandrijving die door een blinde as (zonder wielen) met koppelstangen verbonden is met alle drie assen.

## Treindiensten
De treinen worden/werden gebruikt voor de rangeerdienst en lichte goederentreinen door de Deutsche Bahn.

## Foto's

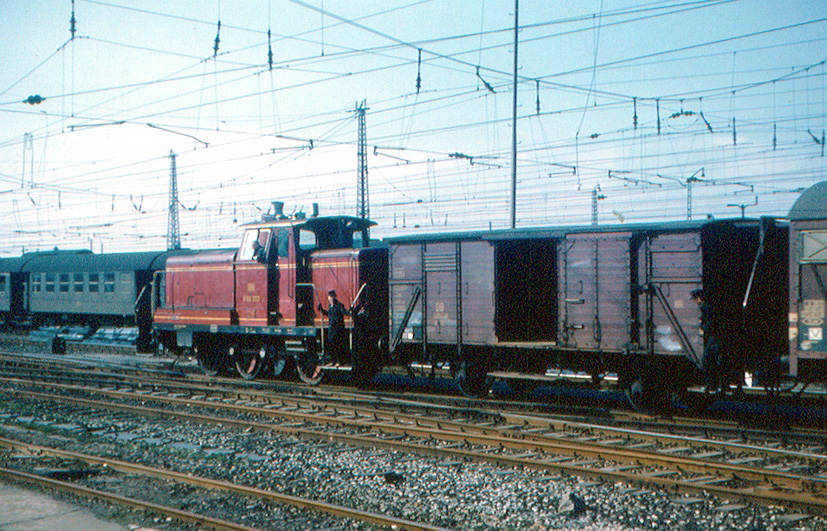
V 60 in Rangierdienst in Heilbronn Hbf (1960)
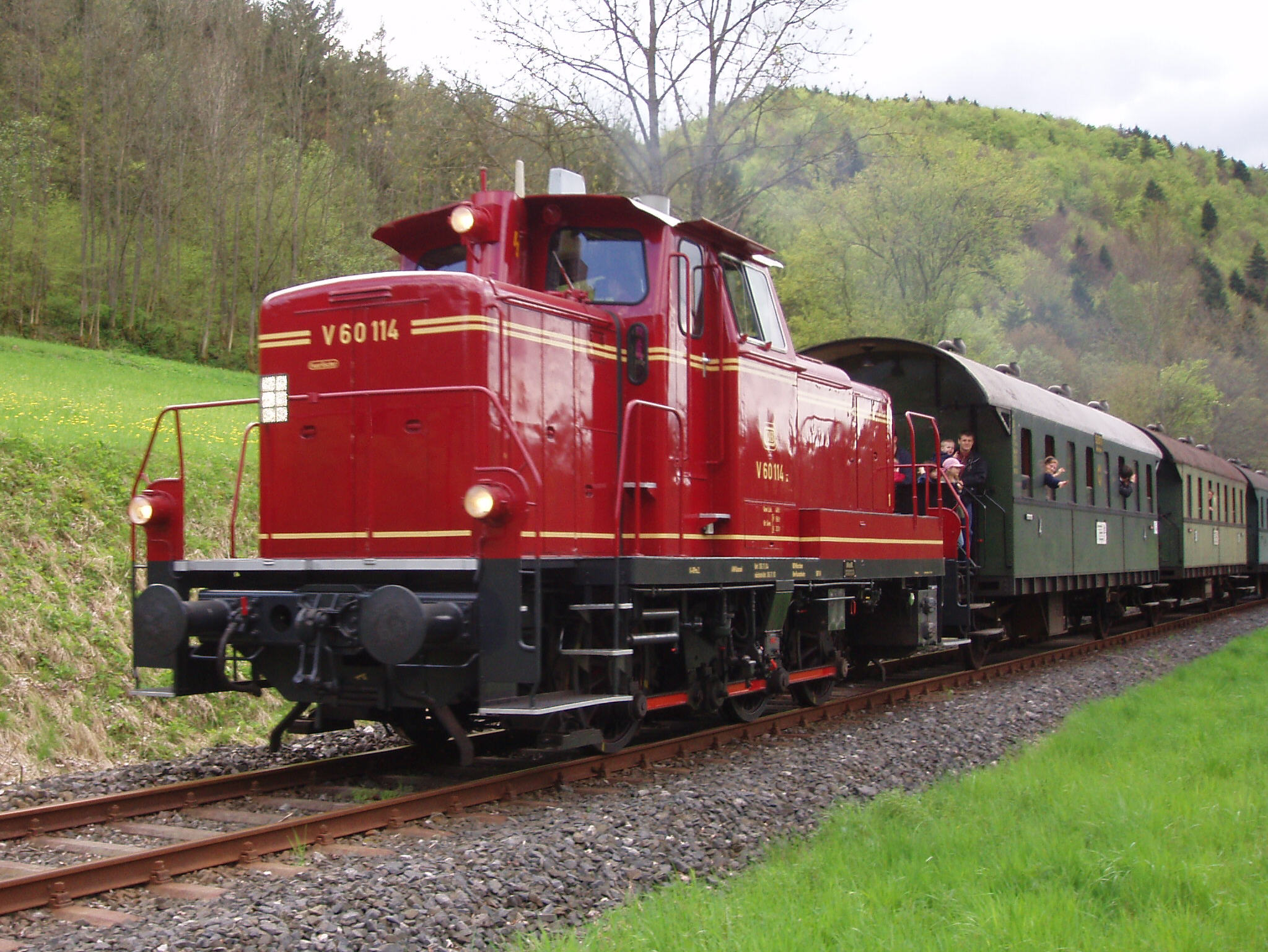
DB V 60 in de oorspronkelijke kleur
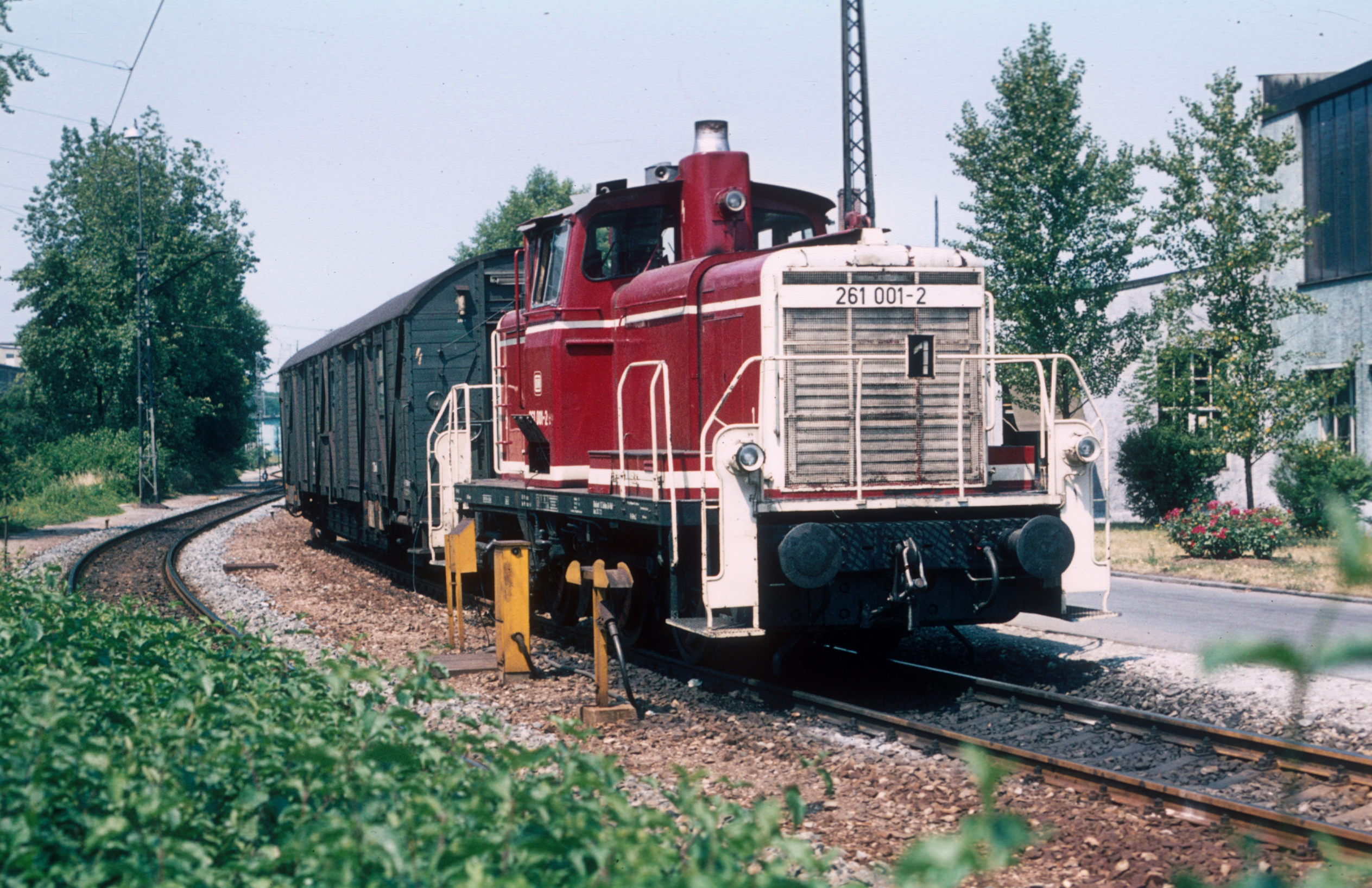
DB loc 261 001-2 met hulptrein bij Bw München Hbf
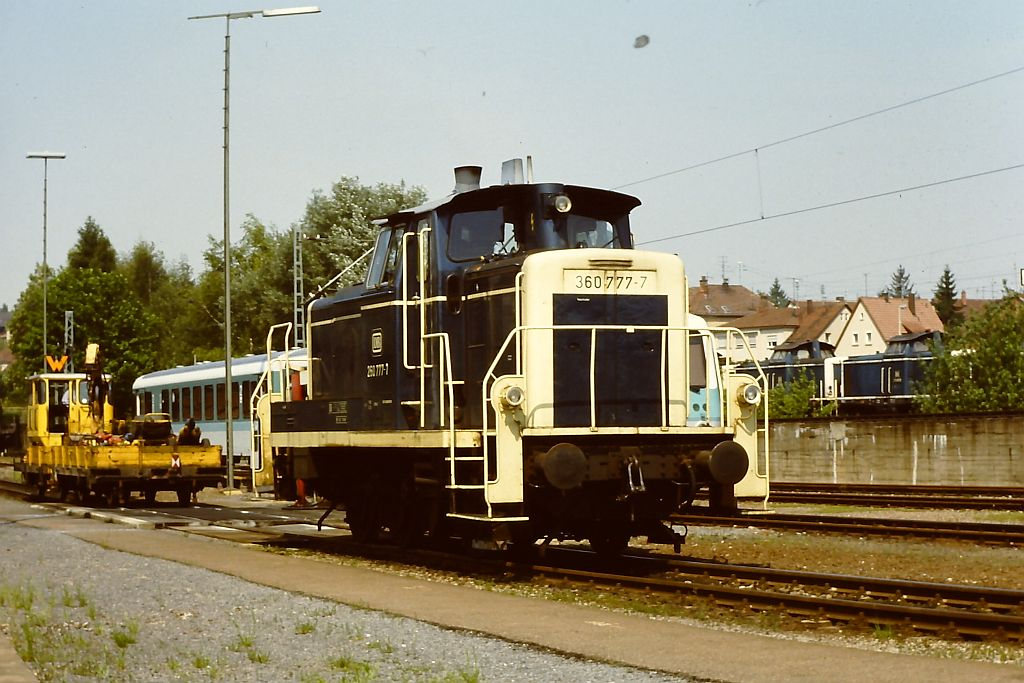
DB 360 in oceaanblauw/beige
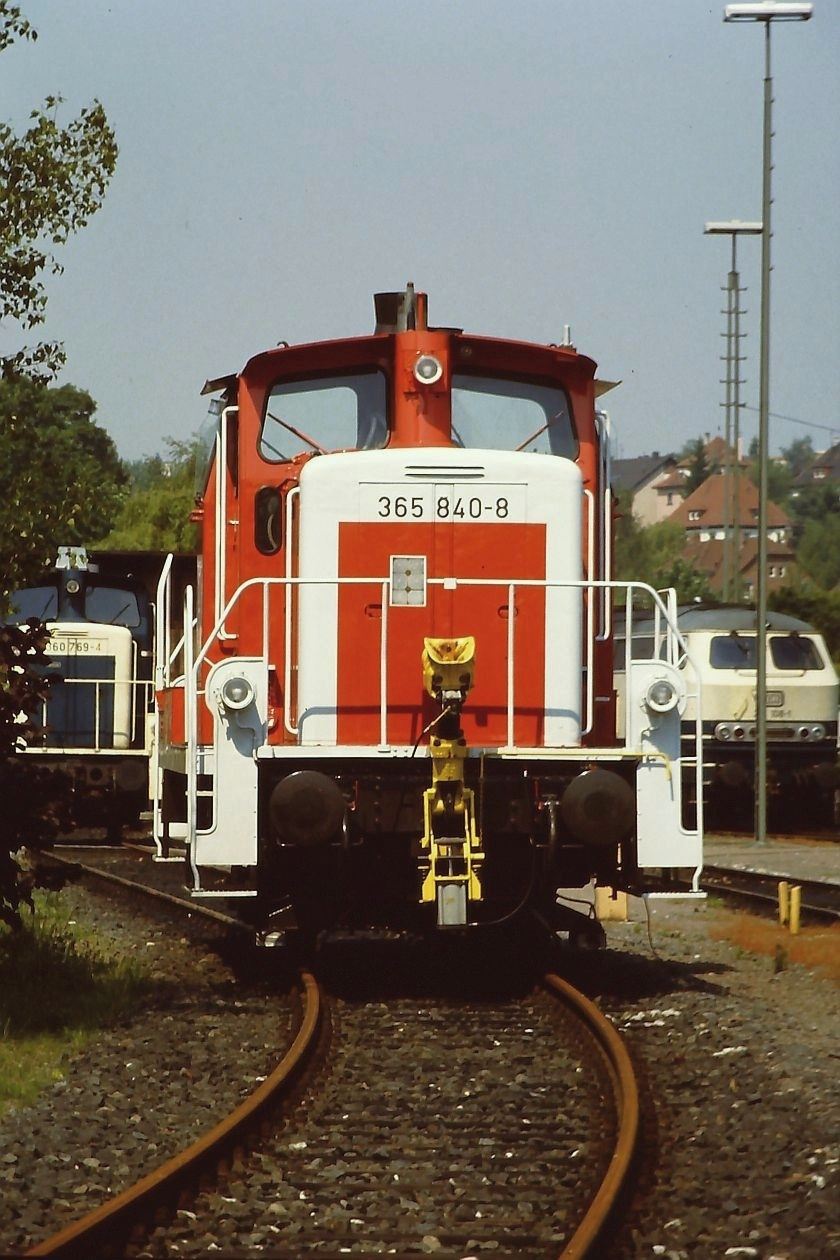
365 in oriëntrood met automatische koppeling
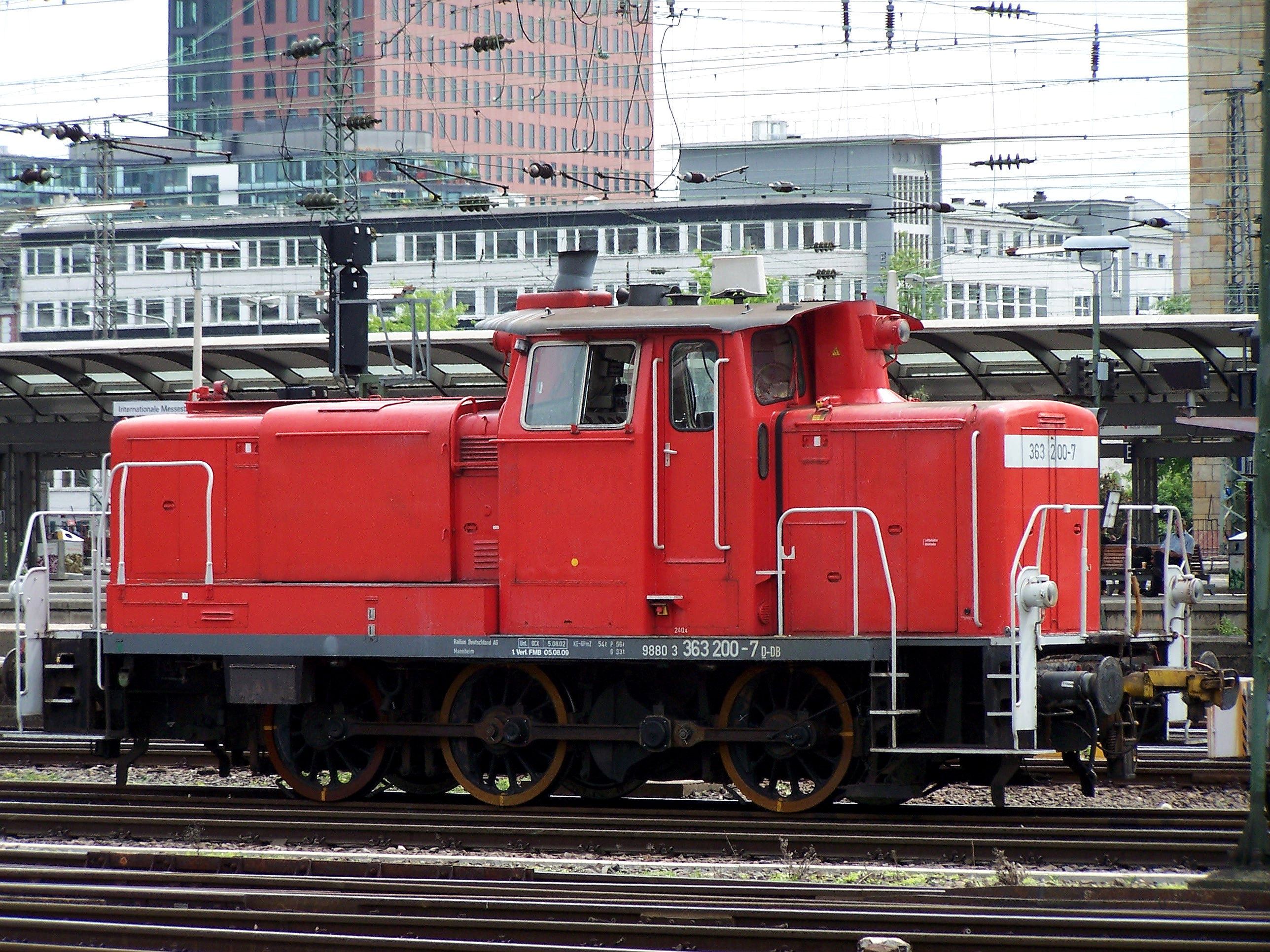
363 200 in brandweerrood op het rangeerterrein in Frankfurter Hauptbahnhofs